# Chronique d'Alphonse III
 (septembre 2024).
La Chronique d'Alphonse III (en latin: Chronica Adefonsi tertii regis) est un document historique du type chronique qui est attribué au roi Alphonse III en personne. Elle couvre un espace de temps qui va depuis le règne de Wamba jusqu'à la fin de celui de Ordoño Ier. Il existe deux versions de cette chronique: la Rotense, qui se trouve dans le Codex de Roda (es), et la Sebastianense, aussi appelée Ovetense, ad Sebastianum ou Erudita.

## Éditions
La chronique est restée inédite jusqu'en 1615 lorsque Prudencio de Sandoval en a publié un fragment qui concerne les rois d'Asturies, interpolé et corrigé par lui-même, bien que l' editio princeps a été celle que Juan de Ferreras a inclus dans son « Historia de España » en 1727. Deux ans après, Francisco de Berganza (es) a publié sa propre version, en critiquant celle de Ferreras, mais la meilleure transcription a été celle que Enrique Flórez a incluse en 1756 dans son España sagrada, qui plus tard a été reproduite par Jacques Paul Migne, Ramón Cobo y Sampedro et Ambrosio Huici, ces deux dernières avec une traduction en castillan. En 1918, Zacarías García Villada a publié une étude sur la chronique qui inclut les versions Rotense et Sebastianense.

## Chronique «rotense»

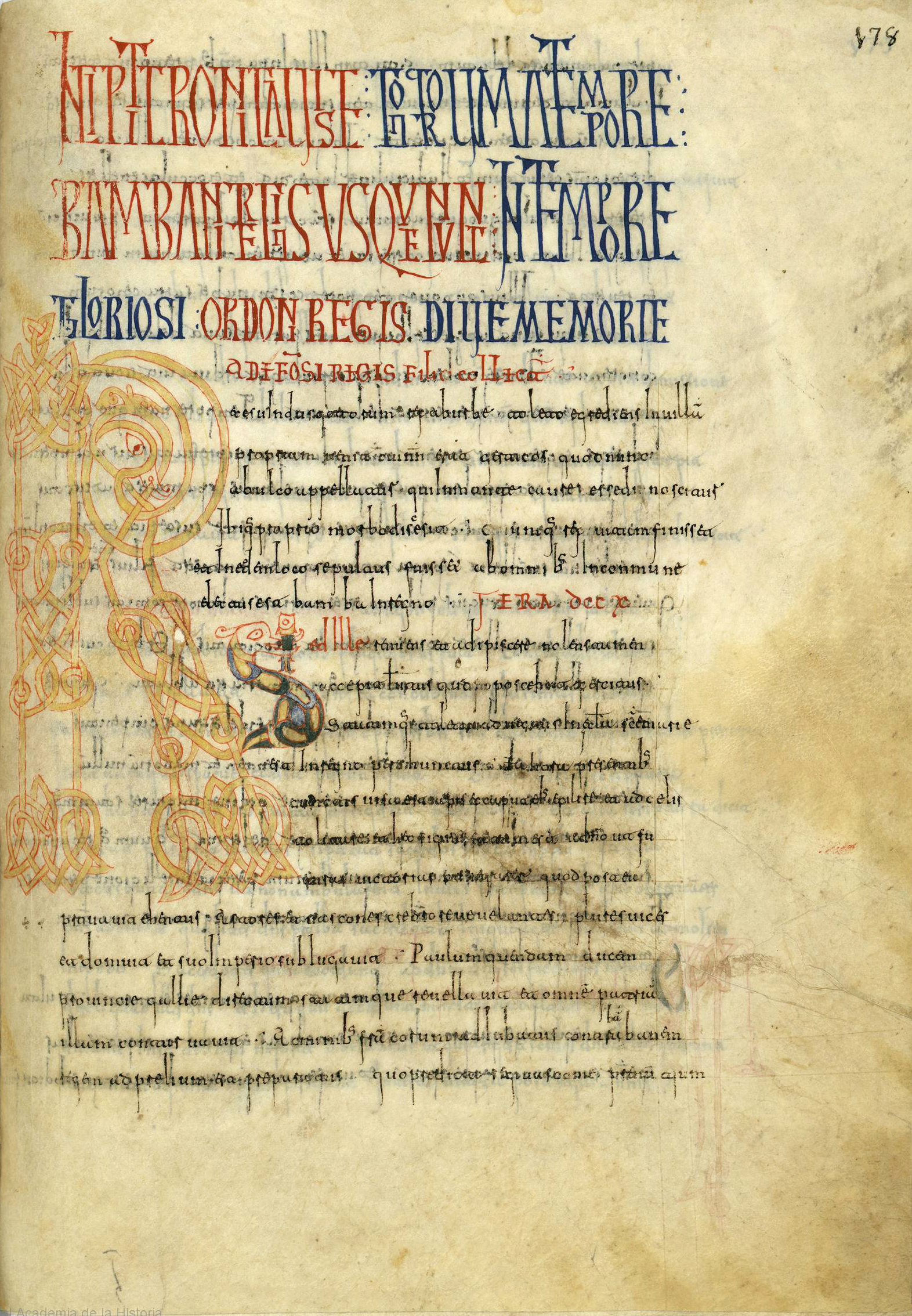
Début de la Crónica de Alfonso III dans sa version rotense. Codex de Roda, folio 178 recto.

Dans l'ordre chronologique des chroniques qui font référence à la monarchie asturienne et à son histoire, la plus ancienne est la Chronique d'Albelda, et en suite la Chronique d'Alphonse III. Pour cette dernière, la première «version» est la Chronique rotense, ainsi appelée car elle a été trouvée dans la Cathédrale de Roda de Isábena. Par la suite apparaît la Chronique ovetense, qui mettait en valeur Pélage le Conquérant présenté comme le successeur des rois de Tolède, c'est-à-dire du royaume wisigoth. Le but de ces deux chroniques était de démontrer la continuité entre le royaume wisigoth et le royaume des Asturies.
Elle est écrite dans un latin assez barbare. On pense que l'auteur est un laïque; pour de nombreux érudits, cet auteur est identifié au roi Alphonse III en personne car dans une phrase faisant référence à la cité de Viseu, au Portugal, on dit qu'elle a été peuplée « sur notre ordre », phrase que seul le roi pouvait écrire. L'œuvre prétendait être une continuation de la Historia de los godos de l'évêque Isidore de Seville et se terminait à la fin du royaume de Ordoño Ier.

## Chronique «ad sebastianum»
Une fois rédigée la première «version», le roi Alphonse III l'a envoyée à son neveu Sebastián, évêque de Salamanque et Orense, qui a amélioré son style en retouchant son latin sommaire, en censurant divers fragments et en introduisant certaines corrections idéologiques comme celles sur l'origine noble de Pélage ou la mise en valeur de l'intervention des Goths dans l'origine du royaume des Asturies. Cette version corrigée est celle connue comme la version Ad Sebastianum ou Sebastianense. Cependant la Rotense serait la rédaction primitive, antérieure à celle de la Sebastianense et par conséquent moins manipulée.